# 奧連無牙脂鯉
長身無牙脂鯉，為輻鰭魚綱脂鯉目脂鯉亞目半齒脂鯉科的其一種，分布於南美洲亞馬遜河、奧里諾科河及托坎廷斯河流域，體長可達27.5公分，棲息在底中層水域，生活習性不明。